# Isidor Bogdan Zahradník

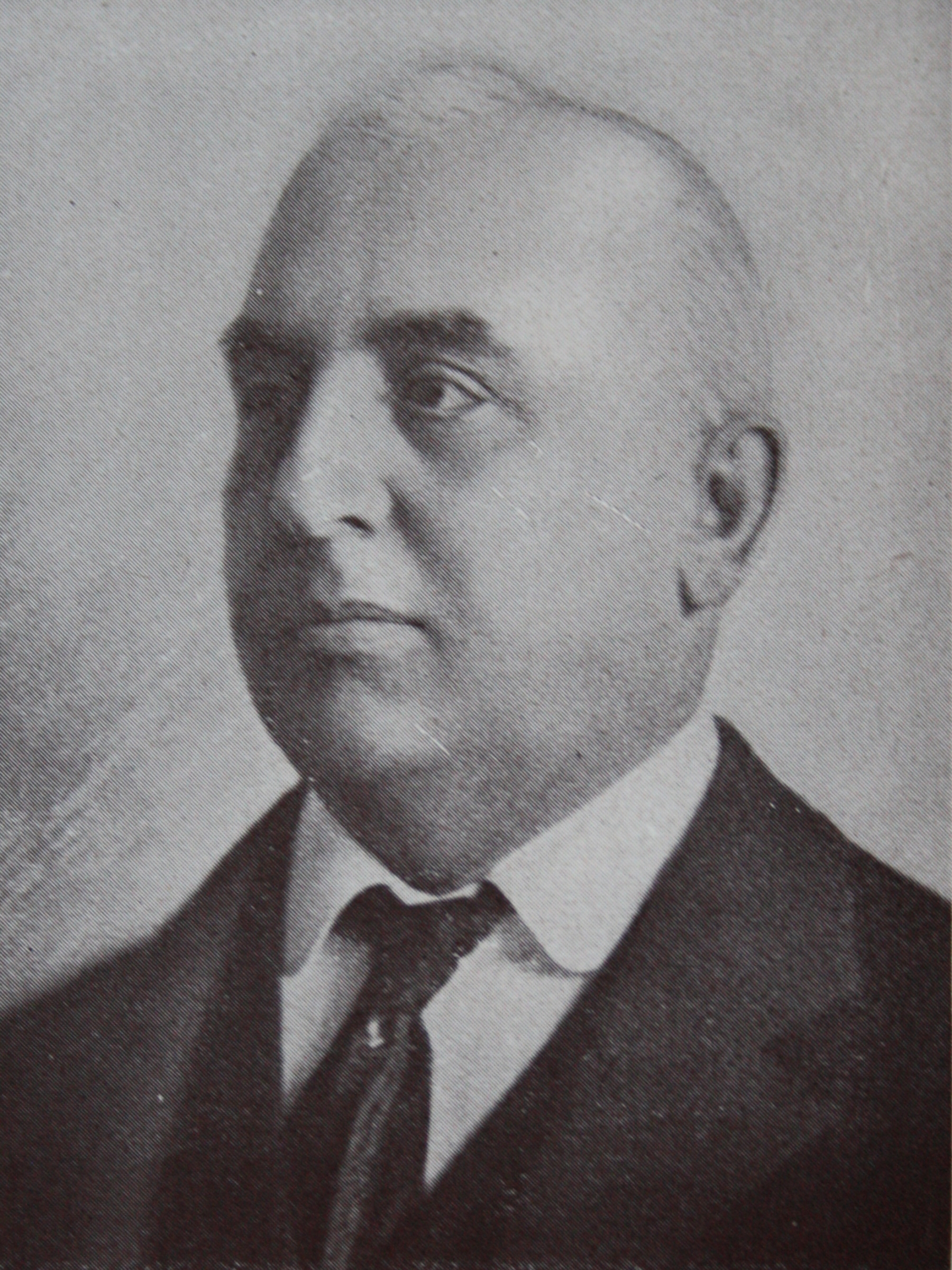
Isidor Zahradník

Isidor Bogdan Zahradník (* 25. Juni 1864 als Theodor Zahradník in Hostatschow, bekannt auch als Bohdan oder Bogdan Zahradník; † 19. Februar 1926 in Wien) war Prämonstratenser und Politiker.

## Leben
Theodor Zahradník kam als Kind des Schlossgärtners Karl Zahradník und der Marie Zahradník, geborene Kroupský, zur Welt. Er hatte zwei Geschwister: Maria (* 1856) und Bohumil (1862–1939). Er besuchte von 1871 bis 1875 die Volksschule in Hostatschow und ab 1875 das Gymnasium in Deutschbrod. Er trat in den Prämonstratenserorden ein und wurde am 14. Oktober 1883 im Kloster Strahov in Prag eingekleidet.
Er erhielt den Ordensnamen Isidor. Von 1884 bis 1888 studierte er Theologie an der Universität Prag.
Er legte am 29. April 1888 die feierliche Profess ab und wurde am 5. Juli 1888 zum Priester geweiht. Er war Kaplan in Rochlice und ab 1890 Pfarrer in Iglau. Am 3. November 1897 wurde er an der Universität Prag promoviert. In Iglau wurde er wegen seiner politisch-nationalen Tätigkeiten von den führenden Personen der Stadt angefeindet. Daher kehrte er 1898 in das Kloster Strahov zurück und arbeitete dort als Bibliothekar, am 1. Juli 1904 wurde er Mitglied der Böhmischen Akademie der Wissenschaften. Im März 1906 wurde er zum Ökonomie-Inspektor des Stiftsguts in Hradischko ernannt.
Gegen den Willen seines Abtes begann er 1907 seine politische Tätigkeit als Abgeordneter der Arbeiterpartei im Reichsrat in Wien. Nach Auseinandersetzungen mit der Parteileitung war er 1911 fraktionslos und gehörte ab 1913 dem Klub der böhmischen Agrarier an. 1917 verzichtete er auf das Reichsratsmandat.
Er war einer der Organisatoren des Umsturzes am 28. Oktober 1918 in Prag. Am Wenzelsplatz bei der Statue des hl. Wenzel trat Zahradník spontan aus der Menge heraus und sprach den Satz, der als Erklärung des tschechoslowakischen Staates gilt: „Wir sind frei. Hier auf den Stufen des Denkmals des hl. Wenzel des böhmischen Fürsten schwören wir, dass wir dieser Freiheit würdig sein wollen, dass wir sie mit unserem Leben verteidigen wollen.“ Nach dem Zusammenbruch der Habsburgermonarchie wurde er 1918 Mitglied der Tschechoslowakischen Nationalversammlung. Er wurde am 14. November 1918 der erste tschechische Eisenbahnminister. Er verließ am 23. Dezember 1919 den Prämonstratenserorden und trat 1920 zur Tschechischen Nationalkirche über, deren Mitbegründer er war. Später verließ er auch diese Kirche und trat in die orthodoxe Kirche über. 1920 vermählte er sich mit Helene Krämer, mit der er die Tochter Helene (1923–1997) hatte.
In weiterer Folge war er 1920 Vorsitzender der Wappenkommission und Gesandter Tschechiens bei der österreichischen Sektion der Reparationskommission. Ab 1924 war er Direktor der Hypothekenbank in Prag.